# Гильом IV (граф Ангулема)
Гильом IV (фр. Guillaume IV d'Angoulême; умер 6 апреля 1028) — граф Ангулема. Сын Арно Манцера и его первой жены Ренгарды.
Родился около 973 года. Граф Ангулема с 988 года, после отречения отца.
В молодые годы был верным сторонником герцога Аквитании Гильома Железная рука и получил от него в лён сеньории Бле, Белль, Онэ и Рошешуар. В последующем стал союзником Фулька III Нерра — графа Анжу, на сестре которого был женат.
К 1024 году распространил свою власть на Сентонж, также в его владении находились обширные земли в Аженуа. Эти территории были утрачены Ангулемом при сыновьях Гильома IV.
Осенью 1026 года Гильом возглавил группу паломников, направлявшихся в Святую землю. 1 октября отправился из Ангулема через Баварию, Венгрию и Константинополь в Палестину. В начале марта следующего года прибыл в Иерусалим, и уже летом вернулся в своё графство.

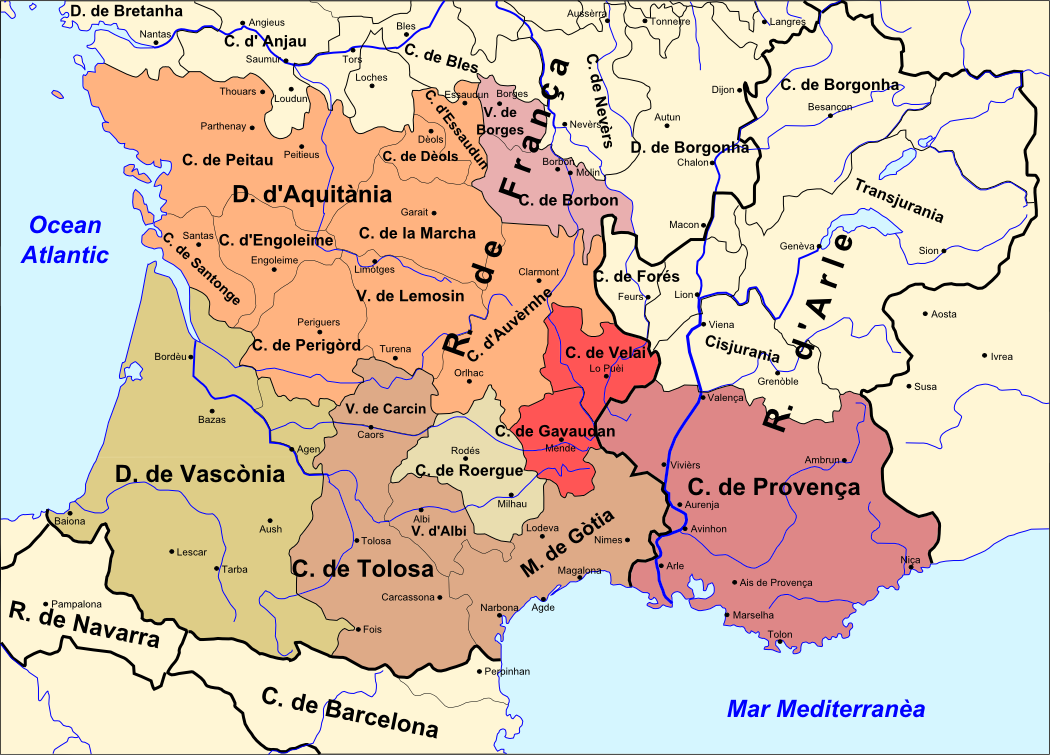
Графство Ангулем на карте Южной Франции

Вскоре после возвращения Гильом IV тяжело заболел и 6 апреля 1028 года умер. Одна из хроник XII века обвиняет в его отравлении невестку — Алезию, жену Альдуина. Однако никаких доказательств этому нет.
Между 994 и 1000 годом Гильом IV женился на Герберге, дочери Жоффруа Гризгонеля, сестре Фулька III Анжуйского. Сыновья:
- Арно, вероятно — умер раньше отца,
- Гильом, вероятно — умер раньше отца,
- Алдуин II († 1032), граф Ангулема
- Жоффруа († 1048), граф Ангулема,
- Фульк, (упом. 1030),
- Одон (Эд), (упом. 1030).